# Boyzone

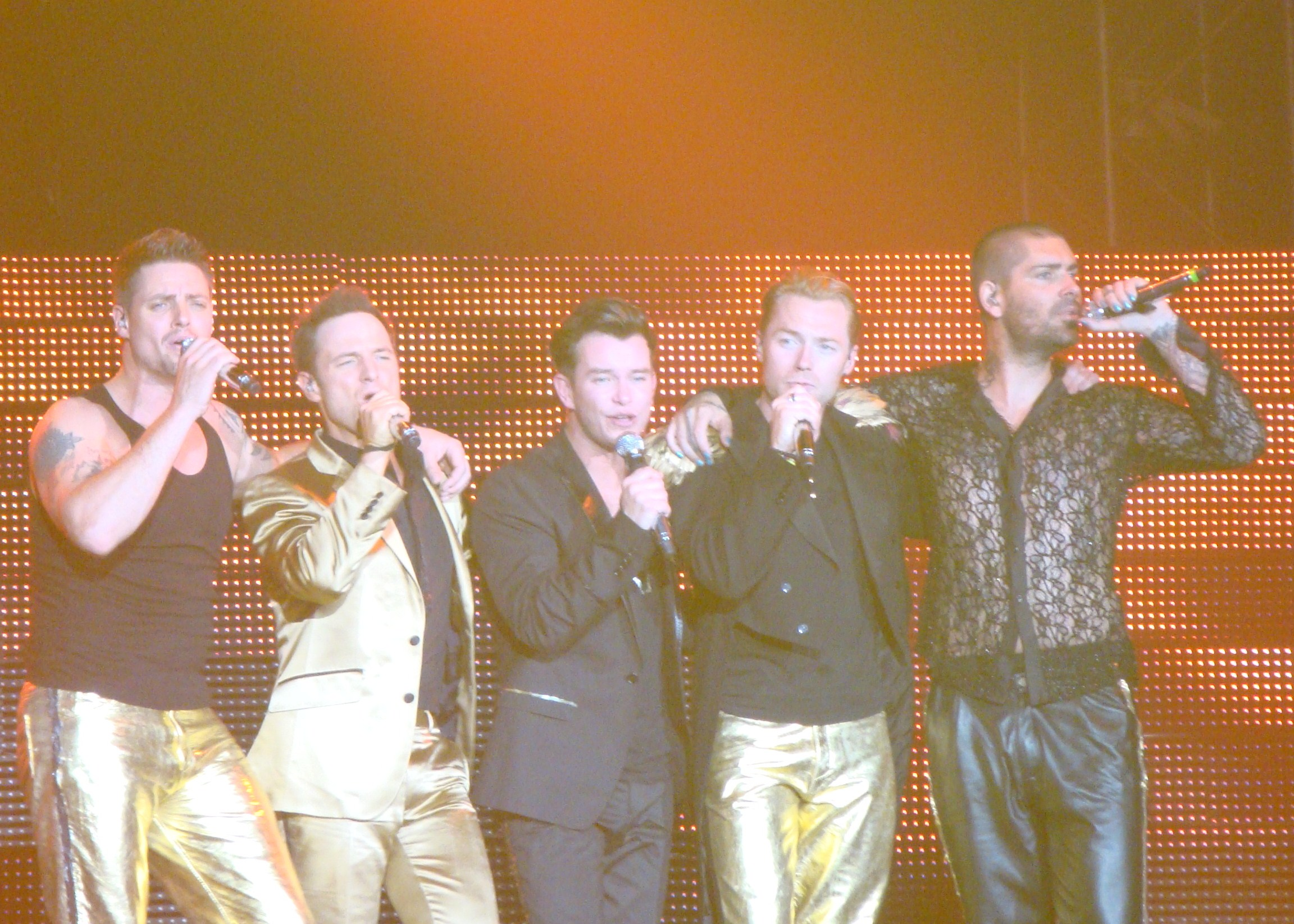

Boyzone — ірландський чоловічий поп-гурт.
Гурт Boyzone утворилася в 1993 році і практично відразу став популярною, особливо у Великій Британії, Австралії, Новій Зеландії, а також у низці азійських країн. Протягом перших семи років свого існування Boyzone продали понад 15 мільйонів записів і шести разів очолювали національний хіт-парад Великої Британії.

## Дискографія
- Said and Done (1995)
- A Different Beat (1996)
- Where We Belong (1998)
- By Request (1999)
- Back Again… No Matter What (2008)